# Via San Calimero a Milano
Via San Calimero a Milano è un dipinto di Michele Cascella. Eseguito nel 1966, appartiene alle collezioni d'arte della Fondazione Cariplo.

## Descrizione
In quest'opera, in cui testimonia la vicinanza al naturalismo come al chiarismo lombardo, Cascella raffigura la basilica di San Calimero a destra e il muro del monastero delle Salesiane della Visitazione sulla sinistra.